# Sheryl Morgan
Sheryl Morgan (née le 6 novembre 1983) est une athlète jamaïcaine, spécialiste du 400 mètres. 

## Biographie

### Palmarès
| Date | Compétition                        | Lieu              | Résultat | Épreuve   | Performance   |
| ---- | ---------------------------------- | ----------------- | -------- | --------- | ------------- |
| 2000 | Championnats du monde juniors      | Santiago du Chili | 2e       | 4 x 400 m | 3 min 33 s 99 |
| 2001 | Championnats panaméricains juniors | Santa Fe          | 3e       | 400 m     | 54 s 74       |
| 2001 | Championnats panaméricains juniors | Santa Fe          | 2e       | 4 x 400 m | 3 min 53 s 16 |
| 2002 | Championnats du monde juniors      | Kingston          | 3e       | 400 m     | 52 s 61       |
| 2002 | Championnats du monde juniors      | Kingston          | 4e       | 4 x 400 m | 3 min 31 s 90 |
| 2003 | Championnats du monde en salle     | Birmingham        | 2e       | 4 x 400 m | 3 min 31 s 23 |

### Records
| Épreuve    | Épreuve      | Performance | Lieu         | Date         |
| ---------- | ------------ | ----------- | ------------ | ------------ |
| 400 mètres | En plein air | 52 s 31     | Nassau       | 9 juin 2001  |
| 400 mètres | En salle     | 53 s 53     | Fayetteville | 15 mars 2008 |